# Brian Keith
Brian Keith (14. november 1921 - 24. juni 1997) var en amerikansk film og tv-skuespiller.